# Münzwurf

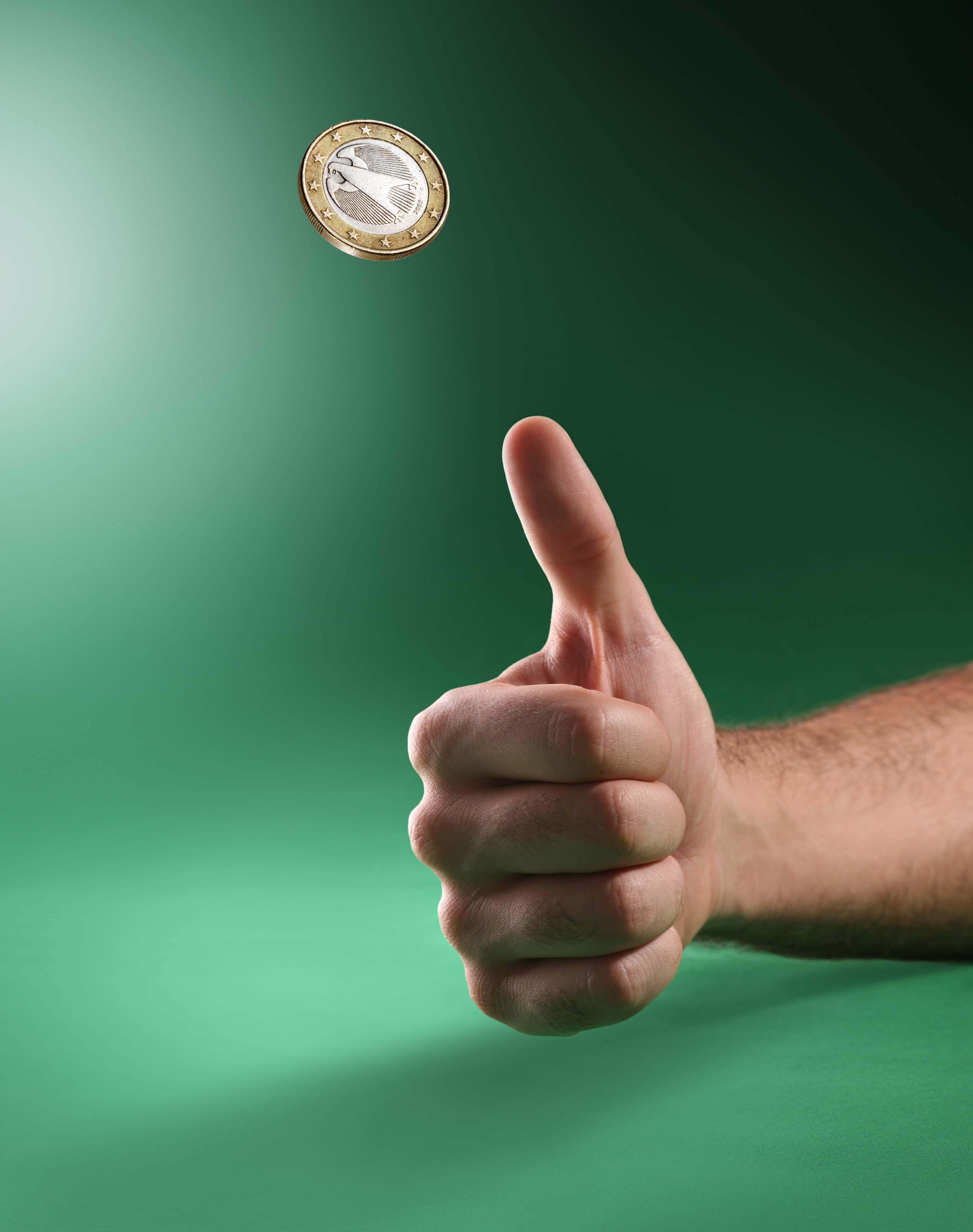
Münzwurf mit einer Euromünze

Der Münzwurf ist ein Zufallsexperiment, bei dem eine Münze in die Luft geworfen wird, um eine Entscheidung aufgrund der nach dem Auffangen oder der Landung oben liegenden Seite zu treffen („Kopf“ oder „Zahl“).
Dieses Zufallsexperiment findet seine Anwendung häufig auch in Sportarten, beispielsweise beim Fußball oder beim American Football. Der Münzwurf dient als Zufallsmechanismus bei Two-up, einem Glücksspiel, das in vielen australischen Spielbanken angeboten wird. Beim Fuchsen muss eine Münze an einen bestimmten Ort geworfen werden; hierbei handelt es sich jedoch um ein Geschicklichkeits- und kein Glücksspiel.
Im Kartenspiel Poker wird mit dem Begriff Coinflip (engl. für Münzwurf) eine Situation bezeichnet, bei der sich zwei Spieler mit etwa gleich starken Blättern im Kampf um den Gewinn befinden.

## Wahrscheinlichkeit

### Idealisiert
Im idealisierten Fall hat der Versuch nur zwei Ausgänge (Kopf oder Zahl), deren Wahrscheinlichkeiten mit 50 % gleich groß sind. Somit handelt es sich idealisiert sowohl um ein Bernoulli-Experiment als auch ein Laplace-Experiment.

### Praxis
In der Praxis (echte Personen werfen echte Münzen) gibt es jedoch weder nur zwei Ausgänge noch sind diese wirklich gleich wahrscheinlich:

#### Landung auf der Seite
Als dritter Ausgang des Zufallsexperimentes können handelsübliche Münzen auf der Seite landen. Für einen amerikanischen Nickel wurde dafür eine Wahrscheinlichkeit von etwa 1 zu 6000 modelliert.

#### Bias zwischen Kopf und Zahl
Je nach Münze kann durch Verformungen, ungleiche Gewichtsverteilung o. ä. eine der Seiten der Münze allgemein eine größere Wahrscheinlichkeit aufweisen als die andere. Darüber hinaus soll es aufgrund der Rotation während einer üblichen Flugbahn einen leichten Bias (ca. 51 %) für die Seite geben die vor dem Wurf oben lag ("Same-side Bias"). In einem Experiment mit über 350.000 Würfen konnte das beschriebene Verhalten mit einer Wahrscheinlichkeit von 50,77 % reproduziert werden.

## Anwendungsbeispiele echter Münzwürfe

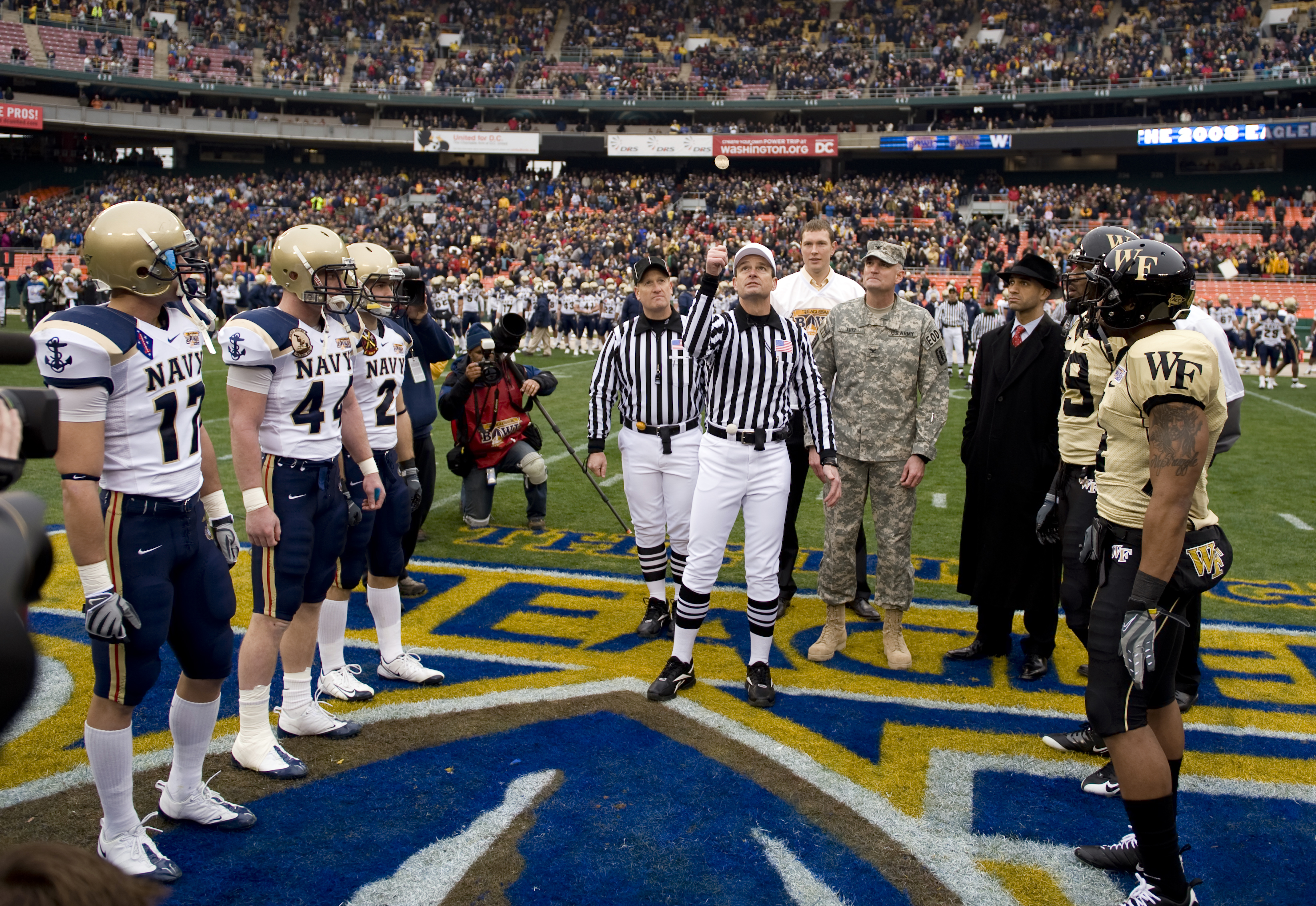
Coin Toss bei einem College-Football-Spiel

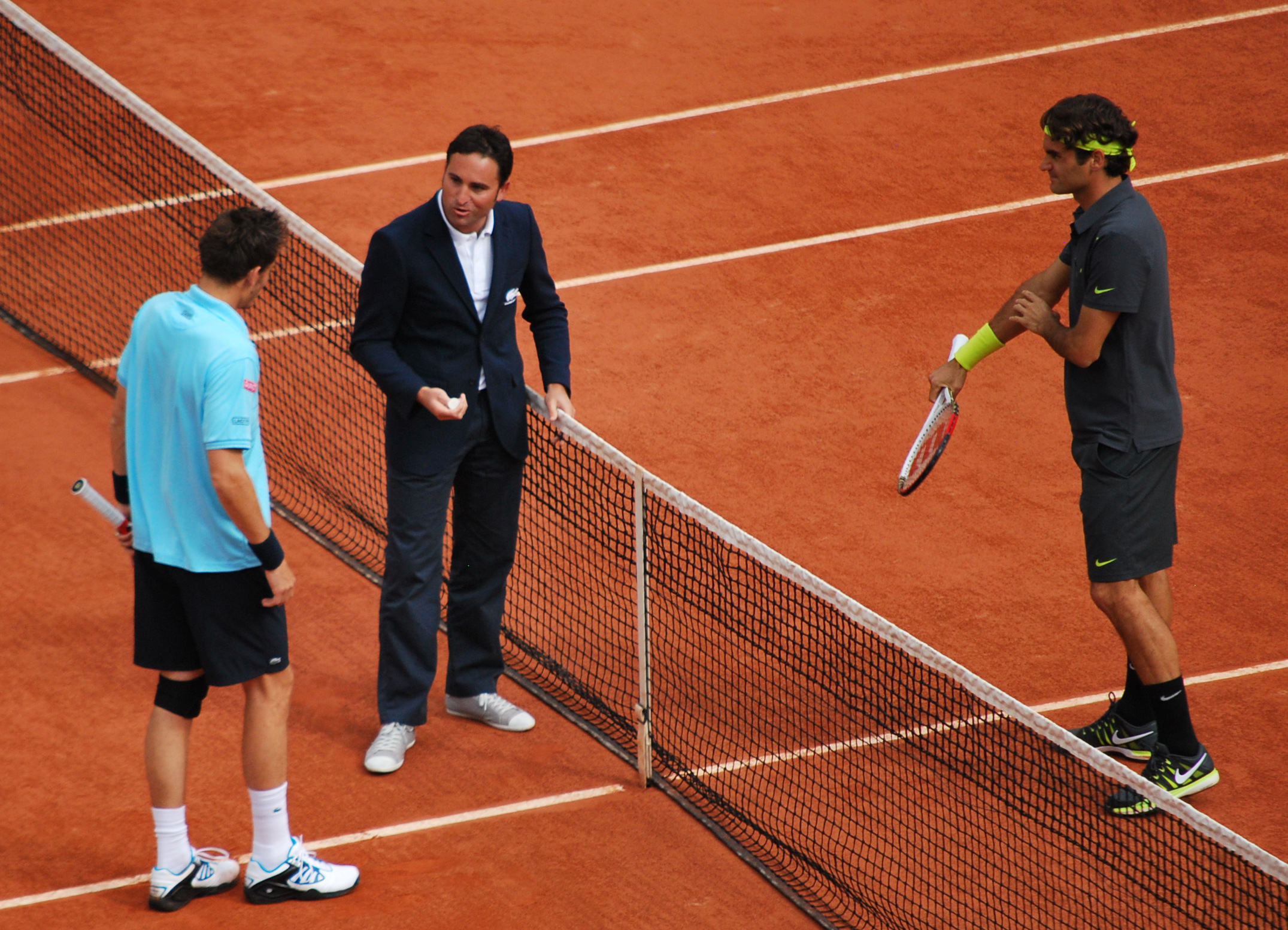
Münzwurf zu Beginn eines Tennismatches

- Bei einer Wette bzw. im Glücksspiel
- Beim Fußball wirft der Schiedsrichter eine Münze, um zu entscheiden, welche Mannschaft die eigene Spielfeldhälfte aussuchen darf und welche den Anstoß ausführen darf. Vor der Einführung des Elfmeterschießens wurde manchmal so auch der Sieger in einem Ausscheidungsspiel ermittelt, wenn, je nach Wettbewerbsordnung, nach Verlängerung oder Verlängerung eines Wiederholungsspiels kein Sieger feststand.
  - Bekanntestes Beispiel dafür ist der „Münzwurf von Rotterdam“: Am 24. März 1965 wurde im internationalen Fußball der Einzug ins Halbfinale der Europapokalsieger der Landesmeister durch einen Münzwurf gekürt. Nachdem alle 3 Spiele (Hin-, Rück und Entscheidungsspiel plus Verlängerung 0:0; 0:0; 2:2) zwischen dem 1. FC Köln und dem FC Liverpool unentschieden ausgegangen waren und ein Elfmeterschießen damals noch nicht vorgesehen war, warf der belgische Schiedsrichter Schout eine Münze. Beim ersten Wurf blieb sie allerdings senkrecht im Boden stecken. Beim zweiten Wurf entschied sie zu Gunsten der Engländer.[7]
- Beim American Football wirft der Schiedsrichter eine Münze (coin toss), wobei der Teamcaptain der auswärtigen Mannschaft das Ergebnis  (heads oder tails) vorhersagen darf. Die Mannschaft, die den coin toss gewinnt, kann entscheiden, ob sie zuerst den Kickoff durchführt, den Gegner als erstes den Kickoff durchführen lässt, die als erstes zu verteidigende Hälfte auswählt oder dieses Wahlrecht für die zweite Spielhälfte aufhebt. Die andere Mannschaft darf eine der verbleibenden Möglichkeiten auswählen.
- Bei offiziellen Tennisturnieren wird der Münzwurf verwendet, mit denen die Seitenwahl und das Recht des ersten Aufschlagsspiels ausgelost wird.

## Anwendung in der Wahrscheinlichkeitstheorie
Der Münzwurf dient in der Wahrscheinlichkeitstheorie häufig als einfacher Prototyp eines Zufallsexperiments. Man beschreibt dieses Experiment mit folgendem Modell:
- {\displaystyle \Omega =\{K,Z\}} beschreibt die möglichen Ausgänge des Experiments: Die Münze zeigt Kopf (K) oder Zahl (Z).
- Die Wahrscheinlichkeitsverteilung auf {\displaystyle \Omega } ist durch {\displaystyle P(\{K\})=P(\{Z\})=50\,\%} festgelegt.
- Die Zufallsvariable {\displaystyle X\colon \Omega \to \{0,1\}} wird durch {\displaystyle X(K)=0} und {\displaystyle X(Z)=1} festgelegt.

Damit ist {\displaystyle X} eine diskrete gleichverteilte Zufallsvariable.
Das Modell wird nach Bedarf auch wie folgt variiert:
- Ist die Münze nicht ideal (sondern z. B. gezinkt), so legt man abweichend {\displaystyle P(\{K\})=p,\;P(\{Z\})=1-p} mit einer „Kopfwahrscheinlichkeit“ p zwischen 0 und 1 fest.
- Die Zufallsvariable {\displaystyle X} wird manchmal mit allgemeinerer Festlegung {\displaystyle X(K)=a} und {\displaystyle X(Z)=b} benutzt, wobei a und b zwei (sinnvollerweise verschiedene) reelle Zahlen sind.